# アントニオ・ノチェリーノ
アントニオ・ノチェリーノ（Antonio Nocerino, 1985年4月9日 - ）は、イタリア・ナポリ出身の元プロサッカー選手。現役時代のポジションはミッドフィールダー。元イタリア代表。

## 経歴
ジェンナーロ・ガットゥーゾの後継者と呼ばれる。2002年までユヴェントスFCの下部組織で育てられ、その後、FCカタンザーロやFCクロトーネ、FCメッシーナなど様々なクラブを渡り歩いたノチェリーノは、2006-07シーズンにピアチェンツァ・カルチョで37試合6ゴールという成績を残した。この活躍を見たユヴェントスは2007年夏に残りの半分の権利を買い取った。その夏、レンタルでのACFフィオレンティーナ移籍がほぼ決定していたが（コルヴィーノGM曰く「フィオレンティーナでの背番号まで決まっていた」）、クラウディオ・ラニエリ監督の意向で直前に白紙に戻された。そして、2007-2008シーズンはラニエリ監督の期待通り右サイドのMFやボランチのポジションでレギュラーを掴み、セリエAに復帰したユヴェントスで輝きを放った。2008年6月、アマウリ移籍において対価の一部としてノチェリーノの保有権がUSチッタ・ディ・パレルモに移動した。
2011年8月31日、ACミランのジェンナーロ・ガットゥーゾが目の負傷により長期の離脱を強いられることとなったためACミランに駆け込みで移籍。市場が閉鎖する20分前に駆け込みで決まった。移籍金は50万ユーロ。背番号は22。
2011-12シーズン、セリエAにて二桁10得点を記録する活躍をみせる。それまでのプロキャリアでは通算で6得点だったので、ミラン加入1年目で自身の記録を更新したことになる。2012-13シーズンは退団したガットゥーゾの背番号8を継承したが前シーズンのような活躍は見せられなかった。2013-14シーズンから、ACFフィオレンティーナへ移籍したマッシモ・アンブロジーニの付けていた「23」に背番号を変更した。
2014年1月25日、出場機会を求め同胞のマルコ・ボリエッロと共にプレミアリーグのウェストハム・ユナイテッドFCにレンタル移籍。
2015年1月15日、パルマFCにレンタル移籍した。
2016年2月19日、オーランド・シティSCへ移籍した。
2018年7月6日、セリエBのベネヴェント・カルチョへ移籍した。2018年12月19日、双方合意のもと契約を解除し退団。
2020年1月23日、自身のインスタグラムを通じて現役引退を表明した。

## 代表歴
イタリア代表として世代別代表に招集され、2007年10月17日には親善試合の南アフリカ戦でA代表デビュー。2008年には北京オリンピックにも出場した。